# ۱۵۹۰ (میلادی)
۱۵۹۰ (میلادی) هزارو پانصد و نودمین سال تقویم میلادی است.

## زادگان
- ۱۳ ژوئیه – کلمنت دهم، کشیش و دیپلمات ایتالیایی (د. ۱۶۷۶)

## درگذشتگان
- ۲۷ سپتامبر – اوربان هفتم، کشیش و دیپلمات ایتالیایی (ز. ۱۵۲۱)